# Спартак (фильм-балет, 1975)
«Спарта́к» — советский цветной широкоэкранный фильм-балет производства киностудии «Мосфильм», экранизация одноимённого спектакля Большого театра на музыку Арама Хачатуряна (1968). Поставлен в 1975 году Вадимом Дербенёвым в соавторстве с хореографом Юрием Григоровичем. Впервые вышел в прокат в январе 1977 года.

## История
Премьера балета Юрия Григоровича на музыку композитора Арама Хачатуряна и в сценографии Симона Вирсаладзе состоялась в Большом театре СССР в 1968 году, в 1970 году создатели и исполнители спектакля были удостоены Ленинской премии. В 1975—1976 годах спектакль был экранизирован с участием артистов балета и оркестра Большого театра — премьера фильма-балета в кинотеатрах состоялась 7 октября 1977 года. В 2007 году фильм был отреставрирован кинокомпанией «Мосфильм».

## Сюжет
В основе балета лежит сюжет исторического романа Рафаэлло Джованьоли «Спартак», повествующий о событиях в Древнем Риме в I веке до н. э. Гладиатор Спартак становится во главе восстания рабов, которое жестоко подавляет римский полководец и государственный деятель Марк Лициний Красс. На фоне восстания происходит развитие любовной истории Спартака и его жены Фригии, которой противопоставлена любовная интрига Красса и куртизанки Эгины.

## В ролях
- Владимир Васильев  — Спартак
- Марис Лиепа  — Красс
- Наталия Бессмертнова  — Фригия
- Нина Тимофеева  — Эгина
- а также солисты и кордебалет Большого театра СССР

## Музыканты
- Оркестр Большого театра СССР
- Дирижёр — Альгис Жюрайтис

## Съёмочная группа
- Режиссёры-постановщики и авторы сценария: Вадим Дербенёв, Юрий Григорович
- Хореография: Юрий Григорович
- Композитор: Арам Хачатурян
- Художники-постановщики: Симон Вирсаладзе, Валентин Вырвич
- Операторы-постановщики:  Вадим Дербенёв, Виктор Пищальников
- Режиссёр: И. Кузнецова
- Оператор: Валентин Пиганов
- Художники по костюмам: Симон Вирсаладзе, Т. Каспарова
- Художник-гримёр: О. Сергеева
- Звукорежиссёры: Владимир Курганский, Ю. Кокжаян
- Монтажёр: Алла Абрамова
- Редактор: Н. Боярова
- Мастер по свету: А. Голованов
- Ассистенты:

- режиссёра: Евгения Взорова
- оператора: А. Скорынин
- балетмейстера: Николай Симачёв, Г. Ситникова, Л. Хлюстова

- Комбинированные съёмки:

- оператор: Виктор Жданов
- художник: Альберт Рудаченко

- Директор картины: Адольф Фрадис

## Технические данные
- Формат: цветной, широкоэкранный
- Звук: моно

## Издание на видео
- Неоднократно издавался на VHS, DVD, выпущен на Blu-ray.